# ПЭУ-1
ПЭУ-1 — трёхосная машина высокой проходимости рамной конструкции с водоизмещающим кузовом, плавающая, колесной формулы 6×6, оборудованная крановой установкой. Предназначена для поиска и эвакуации спускаемых аппаратов.

## История создания
В начале 60-х годов первые запуски пилотируемых космических кораблей «Восток», «Восход», и беспилотных космических аппаратов «Зенит» показали, что для поиска и транспортировки возвратившихся на Землю спускаемых аппаратов (СА) необходимо специальное транспортное средство, обладающее высокой проходимостью, приспособленное к авиатранспортировке и снабженное оборудованием для радиотехнического поиска СА по сигналам радиомаяка.
После обсуждения задачи и технических требований с представителями заказчика и с разработчиками космических аппаратов (п/я 651) в мае-июне 1964 года, главный конструктор СКБ ЗИЛ Виталий Андреевич Грачев взялся за работы по такому транспортному средству, получившему обозначение ПЭУ — Поисково-Эвакуационная Установка.
ПЭУ проектировалась с использованием агрегатов трансмиссии ранее разработанного в СКБ ЗИЛ автомобиля ЗИЛ-135Л, при этом корпус, раздаточная коробка, водометный движитель и крановая установка создавались специально для ПЭУ. В июне 1966 года первая ПЭУ-1 выехала из сборочного бокса. После испытаний и доработок ПЭУ-1 была принята ВВС СССР (которые отвечали за поиск и эвакуации спускаемых аппаратов), было начато серийное производство установок силами СКБ ЗИЛ.